# North Norfolk
Il North Norfolk è un distretto del Norfolk, Inghilterra, Regno Unito, con sede a Cromer.
Il distretto fu creato con il Local Government Act 1972, il 1º aprile 1974 dalla fusione dei distretti urbani di Cromer, North Walsham, Sheringham e Wells-next-the-Sea col distretto rurale di Erpingham, il distretto rurale di Smallburgh ed il distretto rurale di Walsingham.

## Parrocchie civili
- Alby with Thwaite
- Aldborough
- Antingham
- Ashmanhaugh
- Aylmerton
- Baconsthorpe
- Bacton
- Barsham
- Barton Turf
- Beeston Regis
- Bessingham
- Binham
- Blakeney
- Bodham
- Briningham
- Brinton
- Briston
- Brumstead
- Catfield
- Cley next the Sea
- Colby
- Corpusty
- Cromer
- Dilham
- Dunton
- East Beckham
- East Ruston
- Edgefield
- Erpingham
- Fakenham
- Felbrigg
- Felmingham
- Field Dalling
- Fulmodeston
- Gimingham
- Great Snoring
- Gresham
- Gunthorpe
- Hanworth
- Happisburgh
- Helhoughton
- Hempstead
- Hempton
- Hickling
- High Kelling
- Hindolveston
- Hindringham
- Holkham
- Holt
- Honing
- Horning
- Horsey
- Hoveton
- Ingham
- Ingworth
- Itteringham
- Kelling
- Kettlestone
- Knapton
- Langham
- Lessingham
- Letheringsett with Glandford
- Little Barningham
- Little Snoring
- Ludham
- Matlask
- Melton Constable
- Morston
- Mundesley
- Neatishead
- Northrepps
- North Walsham
- Overstrand
- Paston
- Plumstead
- Potter Heigham
- Pudding Norton
- Raynham
- Roughton
- Runton
- Ryburgh
- Salthouse
- Scottow
- Sculthorpe
- Sea Palling
- Sheringham
- Sidestrand
- Skeyton
- Sloley
- Smallburgh
- Southrepps
- Stalham
- Stibbard
- Stiffkey
- Stody
- Suffield
- Sustead
- Sutton
- Swafield
- Swanton Abbott
- Swanton Novers
- Tattersett
- Thornage
- Thorpe Market
- Thurgarton
- Thurning
- Thursford
- Trimingham
- Trunch
- Tunstead
- Upper Sheringham
- Walsingham
- Warham
- Wells-next-the-Sea
- West Beckham
- Westwick
- Weybourne
- Wickmere
- Wighton
- Witton
- Wiveton
- Wood Norton
- Worstead